# Мультимедійна система автомобіля
Мультимедійна система автомобіля (англ. Car Media System) — це головний пристрій, здатний передавати, одержувати і перетворювати інформацію як відео- та аудіо сигнали. Зустрічається кілька варіантів назви такого типу пристроїв: мультимедіа, мультимедійна станція, мультимедійний центр, мультимедійний комплекс, головний пристрій.
Поняття «мультимедійна система» також може означати систему, яка, як правило, складається з багатьох аудіо- та відео компонентів.
До складу системи можуть входити: DVD-програвачі, ресивер, чейнджери, монітори, ТВ-тюнери тощо. Корисною опцією для водія може бути GPS-навігаційна система та камера заднього огляду. Мультимедійна система є складовою інформаційно-розважального комплексу автомобіля.
Інформаційно-розважальний комплекс автомобіля (англ. In-Vehicle Infotainment, IVI) — це термін, який вказує на систему автомобіля, що поєднує розважальну функцію та інформування водія і пасажирів.
Системи IVI зазвичай включають в себе A / V (аудіо- /відео-) функції і двосторонні засоби зв'язку, включаючи стандартні радіоприймачі та програвачі компакт-дисків, а також бездротові телефонні з'єднання, голосові команди управління автомобілем та інші типи інтерактивного аудіо чи відео. Багато IVI систем включають можливість перегляду DVD, що дозволяє пасажирам переглядати фільми та інші відео.
Іншим важливим компонентом IVI є підключення мобільних пристроїв. Більш нові автомобілі мають ряд систем, які дозволяють пристроям, таким як айфони / смартфони та ноутбуки, підключатися до транспортного засобу. Багато IVI також мають функції безпеки, які перешкоджають використання драйверів будь-якими відеосервісами або іншими сторонніми елементами системи. Бортові системи інформування водія дозволяють керувати робочими процесами та рухом, контролювати та прогнозувати технічний стан, передавати у зовнішнє середовище й отримувати дорожньо-транспортну інформацію для ефективного керування автомобілем.
Сучасні автомобілі можуть мати телематичні модулі супутникової навігації, вбудовані бортові системи діагностування майже усіх технічних систем, адаптоване керування робочими процесами, регулювання витрат пального (наприклад еко-режим).[уточнити]